# Villeneuve-Saint-Germain
Villeneuve-Saint-Germain is een gemeente in het Franse departement Aisne (regio Hauts-de-France). De plaats maakt deel uit van het arrondissement Soissons. Villeneuve-Saint-Germain telde op 1 januari 2022 2.585 inwoners.

## Geografie
De oppervlakte van Villeneuve-Saint-Germain bedroeg op 1 januari 2022 4,54 vierkante kilometer; de bevolkingsdichtheid was toen 569,4 inwoners per km².
De onderstaande kaart toont de ligging van Villeneuve-Saint-Germain met de belangrijkste infrastructuur en aangrenzende gemeenten.

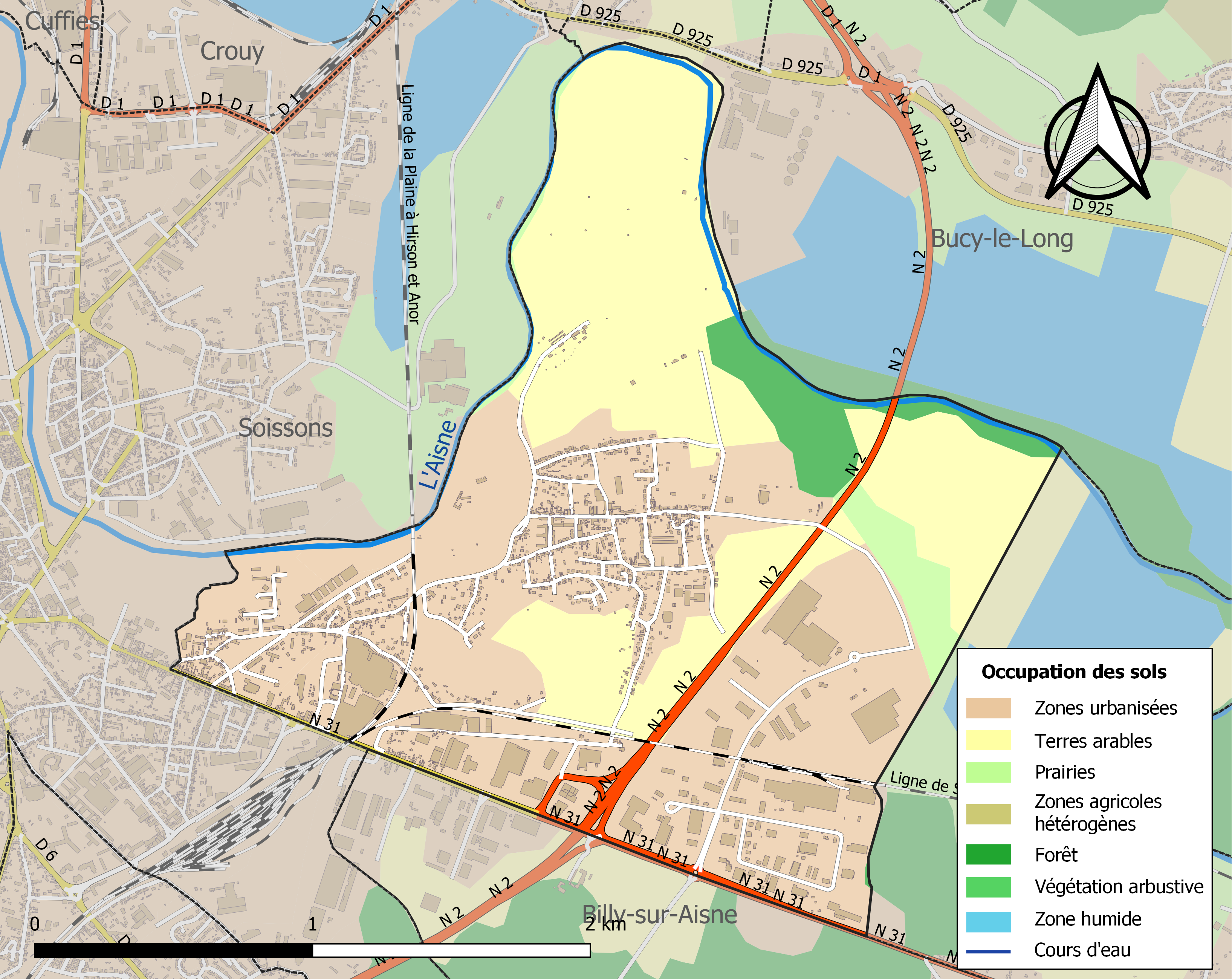

## Demografie
Onderstaande figuur toont het verloop van het inwonertal (bron: INSEE-tellingen).
Vanwege een beveiligingsprobleem met de MediaWiki Graph-software is het momenteel niet mogelijk deze grafiek weer te geven. Zodra de software is bijgewerkt zal de grafiek vanzelf weer zichtbaar worden.